# 龙泉街道 (成都市)
龙泉街道，是中华人民共和国四川省成都市龍泉驛區下辖的一个乡镇级行政单位。

## 行政区划
龙泉街道下辖以下地区：
滨河花园社区、长柏路社区、广场社区、商业街社区、驿都路社区、明江路社区、平江路社区、万源路社区、驿河社区、保平社区、芦溪河社区、接龙社区、龙都社区、公园路社区、星光社区、百工堰社区、怡新社区、利民社区、崇德社区、北泉路社区、书南社区和界牌社区。